# Al-Hujurat
Al-Hujurat “Os Aposentos” (do árabe:  سورة الحجرات ) é a quadragésima nona sura do Alcorão e tem 18 ayats.